# Vakaippathi
 (décembre 2024).
Si vous disposez d'ouvrages ou d'articles de référence ou si vous connaissez des sites web de qualité traitant du thème abordé ici, merci de compléter l'article en donnant les références utiles à sa vérifiabilité et en les liant à la section « Notes et références ».
Vakaippathi est l'un des principaux lieux sacrés pour les croyants de l'Ayyavazhi, religion du sud de l'Inde. Les lieux sacrés sont désignés par le terme de Pathi et les plus importants d'entre eux sont des Panchapathis. Vakaippathi est un simple Pathi situé à 4 km au nord-est de la ville de Kânyâkumârî. Il s'agit de l'endroit où 700 familles originaires de Swamithope ont été envoyés pour l'évènement du Thuvayal Thavasu par le dieu Ayya Vaikundar[réf. nécessaire][Quand ?] ; on se réfèrera plus tard[Quand ?] à ces familles par Thuvayal Pantarams.